# Chiesa di San Rocco (Rio Marina)

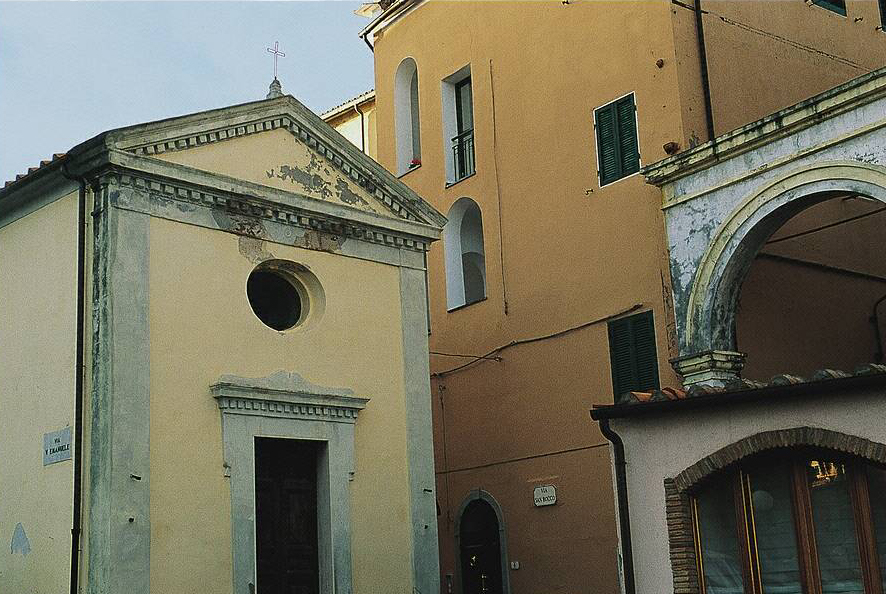
L'esterno della chiesa

La chiesa di San Rocco è un edificio sacro che si trova a Rio Marina.
La chiesa fu edificata dai signori di Piombino nella seconda metà del XVI secolo con lo scopo di offrire un luogo di preghiera ai minatori che, dal continente, venivano a lavorare sull'isola.
Rimase fino al 1840 cappellania alle dipendenze della pieve di San Giacomo e Quirico, poi, con l'aumento della popolazione e dell'importanza del nuovo centro costiero, fu eretta in parrocchia.